# Sion Sono
Sion Sono (園 子 温, Sono Shion), nascido em 18 de dezembro de 1961) é um cineasta , autor e poeta japonês . Mais conhecido no circuito de festivais pelo filme Love Exposure (2008), ele tem sido chamado de "o cineasta mais subversivo do cinema japonês hoje"

## Biografia

### Juventude
Sion Sono nasceu na província de Aichi em 1961. Aos 17 anos, ele fugiu de casa e se juntou a um culto, que inclusive inspirou seu filme de 2008 Love Exposure. Sono começou sua carreira trabalhando como poeta antes de dar seus primeiros passos na direção de filmes, fazendo uma série de curtas-metragens em Super 8 como um estudante.

## Carreira
Depois de receber uma bolsa da PIA , Sono fez seu primeiro longa-metragem de 16 mm em 1990, Bicycle Sighs ( Jitensha Toiki ), um conto de amadurecimento sobre dois underachievers no Japão perfeccionista. Sono co-escreveu, dirigiu e estrelou o filme.
Em 1990, Sono mudou-se para San Francisco e foi admitido na Universidade de Berkeley; no entanto, ele nunca assistiu às aulas, ou aprendeu inglês, em vez disso, passava o tempo assistindo a filmes B. Após retornar ao Japão, ele escreveu e dirigiu seu segundo longa-metragem, The Room ( Heya) (1992), um conto bizarro sobre um assassino em série procurando um quarto em um distrito sombrio e condenado de Tóquio. Ele participou do Festival de Cinema de Sundance, The Room também fez turnê em 49 festivais em todo o mundo, incluindo o Berlin Film Festival e o Rotterdam Film Festival.
Nos anos seguintes, Sono dirigiu obras como o drama I Am Keiko (1997), o falso documentário Utsushimi (2000) e o filme Teachers of Sexual Play: Modeling Vessels with the Female Body (2000). Em 2001, Sono escreveu e dirigiu o filme de terror Suicide Club, seu longa-metragem revolucionário, filme foi muito bem-sucedido. Em 2005, Sono lançou Noriko's Dinner Table, uma pré-sequência do Suicide Club, que também recebeu elogios. O filme recebeu menção especial no 40º Festival Internacional de Cinema de Karlovy Vary.
Em 2005, Sono também lançou três outros filmes:Into a Dream ( Yume no Naka e ), um filme policial rodado em Nova York , e Strange Circus. Já em 2007, escreveu e dirigiu o filme de terror Exte:Hair Extensions
Em 2008, Sono dirigiu e escreveu o épico de 237 minutos Love Exposure , que é amplamente considerado seu trabalho mais aclamado e popular até hoje. O filme ganhou o Caligari Film Award e o FIPRESCI Prize no Festival Internacional de Cinema de Berlim , bem como o prêmio de Melhor Filme Asiático no Festival de Cinema de Fantasia, Love Exposure foi o primeiro filme da trilogia temática "Hate" de Sono. Foi seguido pela segunda e terceira parcelas, Cold Fish , lançado em 2010, e Guilty of Romance, lançado em 2011; ambos foram aclamados e lhe renderam os prêmios de Melhor Diretor no Festival de Cinema de Yokohama e no Hochi Film Awards. Em 2011, Sono conseguiu ser reconhecido nos Estados Unidos com seu trabalho sendo destaque na série de cinema Sion Sono: The New Poet apresentada no Museu de Artes e Design em Nova York.
Em 2011 e 2012, respectivamente, Sono lançou dois filmes dramáticos inspirados no desastre nuclear de Fukushima em 2011 e no Terremoto de Tohoku: Himizu e The Land of Hope. Os filmes foram elogiados por sua simplicidade e seriedade em comparação com outras obras de Sono, e Himizu ganhou o Prêmio Marcello Mastroianni no 68º Festival Internacional de Cinema de Veneza.
Em 2013, dirigiu o drama de ação Por que você não joga no inferno?, que foi um sucesso internacional, ganhando o People's Choice Award na seção Midnight Madness no Festival Internacional de Cinema de Toronto de 2013 e sendo distribuído pela empresa americana Drafthouse Films. Em 2014, dirigiu Tokyo Tribe , adaptação musical hip-hop do mangá de mesmo nome . Em 2015, cinco filmes dirigidos por Sono foram lançados: Shinjuku Swan, um filme de ação yakuza, Love & Peace , um drama de fantasia tokusatsu , Tag, um filme de terror e ação que foi eleito o Melhor Filme do ano no Festival de Cinema de Fantasia e no Fancine Malaga , The Whispering Star , um filme de ficção científica que ganhou o Prêmio NETPAC no Festival Internacional de Cinema de Toronto de 2015 , e The Virgin Psychics , um adaptação do mangá de comédia de ficção científica All Esper Dayo! por Kiminori Wakasugi.
Em 2019, a Netflix lançou The Forest of Love , um filme policial escrito, dirigido e coeditado por Sono, inspirado nos assassinatos do serial killer japonês Futoshi Matsunaga. Uma versão estendida da minissérie do filme, intitulada The Forest of Love: Deep Cut, também foi lançada. Em 2020, Sono escreveu, dirigiu e editou o filme Red Post on Escher Street, que seguiu os esforços de um diretor de cinema para concluir um filme, e ganhou o People's Choice Award no Festival de Cinema Novo de Montreal.  

## Filmografia

### Longas-metragens
| Ano                   | Título | Creditado como | Creditado como | Creditado como |
| Ano                   | Título | Diretor        | escritor       | Ator           |
|                       | Estrada das flores de um homem                                                                                          | sim            | sim            | sim            |
| Avenida da Felicidade | Não | Não            | sim            |                |
| 1988                  | Partida decisiva! Dormitório masculino x dormitório feminino                                                            | sim            | sim            | sim            |
| 1990                  | Suspiros de bicicleta                                                                                                   | sim            | sim            | sim            |
| 1991                  | Eu te odeio ... Não | Não            | Não            | sim            |
| 1992                  | Heya ( a sala ) | sim            | sim            | Não            |
| 1994                  | Otaku | Não            | Não            | sim            |
| 1997                  | Keiko Desukedo ( eu sou Keiko )                                                                                         | sim            | sim            | Não            |
| 1998                  | Dankon: o homem | sim            | sim            | Não            |
| 1999                  | Kōshoku Fūfu: Susutte Hoshii                                                                                            | Não            | Não            | sim            |
| 2000                  | Blind Beast vs. Killer Dwarf                                                                                            | Não            | Não            | sim            |
| 2000                  | Seigi no tatsujin: Nyotai tsubo saguri ( professores de brincadeiras sexuais: modelagem de urnas com o corpo feminino ) | sim            | sim            | sim            |
| 2000                  | Utsushimi ( o corpo real )                                                                                              | sim            | sim            | sim            |
| 2001                  | Suicide Club | sim            | sim            | Não            |
| 2004                  | Nō-pantsu gāruzu: Movie box-ing2: Otona ni Nattara ( No Pants Girls: Movie Box-ing2 )                                   | sim            | sim            | Não            |
| 2005                  | Into a Dream | sim            | sim            | Não            |
| 2005                  | Mesa de Jantar da Noriko                                                                                                | sim            | sim            | Não            |
| 2005                  | Perigo | sim            | sim            | sim            |
| 2005                  | Circo estranho | sim            | sim            | Não            |
| 2006                  | Balloon Club revisitado                                                                                                 | sim            | sim            | Não            |
| 2006                  | Damejin | Não            | Não            | sim            |
| 2007                  | Exte | sim            | sim            | Não            |
| 2007                  | Os insetos não listados na enciclopédia                                                                                 | Não            | Não            | sim            |
| 2008                  | Love Exposure | sim            | sim            | Não            |
| 2008                  | Polícia de Tóquio Gore                                                                                                  | Não            | Não            | sim            |
| 2009                  | Certifique-se de compartilhar                                                                                           | sim            | sim            | Não            |
| 2009                  | Faça o Último Desejo | sim            | sim            | sim            |
| 2010                  | Peixe frio | sim            | sim            | Não            |
| 2011                  | Himizu | sim            | sim            | Não            |
| 2011                  | Culpado de romance | sim            | sim            | Não            |
| 2012                  | A terra da esperança | sim            | sim            | Não            |
| 2012                  | Filme Ruim | sim            | sim            | sim            |
| 2013                  | Por que você não joga no inferno?                                                                                       | sim            | sim            | Não            |
| 2014                  | Tribo de Tóquio | sim            | sim            | sim            |
| 2015                  | Shinjuku Swan | sim            | Não            | Não            |
| 2015                  | Amor paz | sim            | sim            | Não            |
| 2015                  | Marcação | sim            | sim            | Não            |
| 2015                  | The Whispering Star | sim            | sim            | Não            |
| 2015                  | The Virgin Psychics | sim            | sim            | Não            |
| 2016                  | Antiporno | sim            | Não            | Não            |
| 2017                  | Tokyo Vampire Hotel | sim            | Não            | Não            |
| 2017                  | Shinjuku Swan II | sim            | Não            | Não            |
| 2018                  | Lâmina Vermelha | Não            | sim            | Não            |
| 2019                  | A floresta do amor | sim            | sim            | Não            |
| 2020                  | Estado de emergência | sim            | Não            | Não            |
| 2020                  | Red Post na Escher Street                                                                                               | sim            | sim            | Não            |
| 2021                  | Prisioneiros da Terra dos Fantasmas                                                                                     | sim            | Não            | Não            |

### Curtas-metragens
| Ano  | Título                        | Creditado como | Creditado como | Creditado como |
| Ano  | Título                        | Diretor        | escritor       | Ator           |
| 1984 | Canções de amor               | sim            | Não            | sim            |
| 1985 | Eu sou Sion Sono !!           | sim            | sim            | sim            |
| 1986 | Amar                          | sim            | sim            | sim            |
| 1998 | Kaze ( Vento )                | sim            | sim            | Não            |
| 2001 | 0cm4                          | sim            | sim            | Não            |
| 2001 | Dia dos Pais                  | sim            | Não            | Não            |
| 2010 | Carma                         | Não            | Sim            | Não            |
| 2013 | Veneza 70: Futuro Recarregado | sim            | Não            | Não            |
| 2016 | Loucamente                    | sim            | Não            | Não            |
| 2017 | Ami. Exe                      | Não            | Não            | sim            |
| 2018 | ami.exe                       | Não            | Não            | sim            |
| 2018 | O Bastardo e o Belo Mundo     | sim            | sim            | Não            |

### Prêmios
Sono recebeu os seguintes prêmios por seus filmes:
- 2003: Fantasia International Film Festival - Filme Mais Inovador e Prêmio Fantasia Ground-Breaker ( Suicide Club )
- 2005: Festival Internacional de Cinema de Karlovy Vary - Prêmio Don Quijote e Menção Especial ( Mesa de Jantar de Noriko )
- 2006: Festival Internacional de Cinema de Berlim - Júri de Leitores do "Berliner Zeitung" ( Strange Circus )
- 2007: Austin Fantastic Fest - Melhor Filme ( Exte )
- 2009: Festival Internacional de Cinema de Berlim - Prêmio FIPRESCI e Prêmio Caligari de Cinema ( Love Exposure )
- 2009: Festival de Cinema Fant-Asia - Melhor Filme Asiático, Filme Mais Inovador e Prêmio Especial do Júri ( Love Exposure )
- 2010: Mainichi Film Concours - Melhor Diretor ( Love Exposure )
- 2015: Fantasia International Film Festival - Prêmio Cheval Noir de Melhor Filme ( Tag )
- 2015: Fantasia International Film Festival - Menção especial por sua sequência de morte de abertura criativa, surpreendente e monumental ( Tag )
- 2015: Fantasia International Film Festival - Prêmio do Público de Melhor Filme Asiático ( Amor e Paz )
- 2015: Festival Internacional de Cinema de Toronto - Prêmio NETPAC de Estreia Mundial ou Internacional de Cinema Asiático (The Whispering Star)

Sono também recebeu as seguintes indicações por seus filmes:
- 2005: Festival Internacional de Cinema de Karlovy Vary - Crystal Globe ( mesa de jantar de Noriko )
- 2009: Asia Pacific Screen Awards - Conquista de Direção ( Love Exposure )
- 2010: Asian Film Awards - Melhor Diretor ( Love Exposure )